# فرودگاه نیومن
 فرودگاه نیومن (به انگلیسی: Newman Airport) یک فرودگاه همگانی با کد یاتا ZNE است که یک باند فرود آسفالت دارد و طول باند آن ۲۰۷۲ متر است. این فرودگاه در کشور استرالیا قرار دارد و در ارتفاع ۵۲۵ متری از سطح دریا واقع شده‌است.

## شرکت‌های هواپیمایی و مقصدهای پروازی
| شرکت‌های هواپیمایی                 | مقصدهای پروازی  |
| --------------------------------- | --------------- |
| الیانس ایرلاینز                   | پرث، پورت هدلند |
| کانتاس                            | پرث             |
| کانتاس اجرا توسط Network Aviation | پرث             |
| ویرجین استرالیا                   | پرث             |